# Associazione Unitaria Psicologi Italiani
L'Associazione Unitaria Psicologi Italiani (AUPI) è il primo e unico Sindacato che in Italia si occupa in modo esclusivo degli Psicologi, in particolare dei dipendenti e degli  specialisti ambulatoriali, ma anche dei liberi professionisti o giovani laureati.

## Storia

### La nascita dell’AUPI
La sigla sindacale nasce nel 1977. Un anno dopo abbiamo la nascita del Sistema Sanitario Nazionale, pubblico e universalistico con la riforma sanitaria 833/78. All'interno la legge 180 che metteva fine all’odiosa istituzione manicomiale e avviava una rivoluzione con la chiusura dei Manicomi e l'avvio dei Servizi territoriali di Salute Mentale.
La nascita del sindacato degli psicologi si inserisce quindi in un ampio fenomeno di riscoperta dei valori della persona con disagio psichico e di valorizzazione della capacità individuale e di riappropriazione della propria vita.
Il primo a essere nominato a capo dell’Associazione, in qualità di Presidente nazionale AUPI, fu Gaetano Barletta, il quale, come molti altri psicologi lavorava proprio in un Ospedale psichiatrico, quello di Pisa.
Successivamente il Congresso di Camaiore del 1989 ha eletto la prima Segreteria nazionale, composta dai Segretari nazionali e da un Segretario Generale, Pietro Angelo Sardi, restato fino a gennaio del 2000.
Con l’avvio delle prime Contrattazioni nazionali, è a sua firma il primo Contratto Collettivo Nazionale di Lavoro che coinvolgeva anche gli Psicologi, allora suddivisi in tre fasce, Collaboratore, Coadiutore e Dirigente e di tutti i contratti nazionali successivi fino al Contratto stipulato il 5/12/1996 e l’inserimento degli psicologi nel Contratto della Specialistica ambulatoriale.
La sede operativa in Via Arenula 16 è diventata la sede storica e tuttora ospita gli Uffici e la Segreteria nazionale dell’AUPI.
Merito della Segreteria Sardi, alcuni importanti risultati contenuti nell’iter di approvazione della legge ordinistica e lo straordinario impegno profuso nella fase istitutiva degli Ordini regionali e nazionale.
Finalmente dopo numerose bocciature nel 1989 riesce nel suo obiettivo e nasce la Professione dello Psicologo con la promulgazione della Legge 56.
L’approvazione della legge ordinistica, la n. 56/89 e la sua successiva implementazione, come le norme transitorie previste dagli articoli 32 e 33 della legge n. 56/89 sono state correttamente e tempestivamente approvate anche con l’ausilio dei quadri sindacali regionali dell'AUPI che hanno affiancato e supportato i Commissari nominati dai Presidenti dei Tribunali dei capoluoghi di regione al fine di far partire l’attività ordinistica.
L’approvazione della Legge 56/89 ha rappresentato nel corso degli anni un obiettivo “core” per l’AUPI per le importanti implicazioni che questa istituzione ha per la vita professionale di migliaia di psicologi e per la sua declinazione nella pratica quotidiana. Fin dalle prime elezioni degli Ordini regionali e del Consiglio Nazionale dell’Ordine, moltissimi dei Presidenti e Consiglieri eletti a livello regionale provenivano dalle file dell’AUPI o sono stati appoggiati dall’AUPI.
Non a caso, tutti i Presidenti del Consiglio Nazionale dell’Ordine che si sono succeduti dalla nascita dell’Ordine al 2024, sono stati Quadri e Dirigenti AUPI.
Formidabile la battaglia che ha portato al riconoscimento della funzione dirigenziale per gli psicologi del Servizio Sanitario.
Fin dalla sua fondazione, l’AUPI ha dato slancio alla professione non solo in ambito sindacale.
Dal febbraio 2000, in seguito al Congresso nazionale, viene eletto Segretario Generale Mario Sellini, che ricoprirà la carica ininterrottamente fino a settembre 2022. Durante la sua permanenza in Segreteria oltre a raggiungere innumerevoli obiettivi strategici per tutta la Psicologia e gli psicologi italiani, a partire dall’anno 2000, firmerà tutti i successivi Contratti di lavoro e darà l'avvio a una intensa stagione di lavoro che ha permesso alla Psicologia italiana e all'Aupi, rispettivamente, di crescere sia come disciplina che come ruolo e importanza all'interno Servizio Sanitario Nazionale.
Riprende con ancor più forza e determinazione il lavoro in tutti i luoghi della Psicologia e sotto la guida del nuovo Segretario Generale, l’AUPI affronta tematiche e problemi che il mutare della società e l’emergenza di nuovi bisogni ha portato nella società italiana. Inizia una stagione di grandi battaglie e conquiste fatte di lavoro continuo, spesso silenzioso, che tanto ha portato a tutto il corpo psicologico italiano.
L’AUPI ha sempre perseguito grandi obiettivi, dall’affermazione della Psicologia come disciplina autonoma e specialistica, all'inserimento di questa all’interno dei luoghi di cura, lavoro e gestione e selezione del personale dei vari Enti nazionali: dal Sistema Sanitario Nazionale, alle FF.OO, al settore privato, alla Pubblica amministrazione.
All’obiettivo, raggiunto, della costituzione dell’Ordine degli psicologi, centrale per tanti anni e che ha richiesto un impegno costante fatto di contatti politici, emendamenti, e relazioni, sono succeduti tanti altri di altrettanto peso e importanza in un’ottica di sistema.
Molti i risultati extra contrattuali ottenuti dall’AUPI. Dall’esenzione IVA per le prestazioni psicologiche, al riconoscimento del titolo di specializzazione ex art. 3 della legge n. 56/89 ai fini della partecipazione ai concorsi con l’equiparazione tra Scuole di Specializzazione universitarie e private riconosciute dal MIUR, alla modifica del D. Lgs. n. 502/92, all’approvazione del Decreto Parametri, dallo Psicologo delle cure primarie inserito nel 502/92 alla legge “Lorenzin” con il definitivo inserimento della professione di Psicologo tra le professioni sanitarie.
Non va dimenticata la battaglia di civiltà che ha portato all’inserimento nel corpus di norme relative alla sicurezza sul posto di lavoro di due principi: lo Stress lavoro correlato ed il rischio psico-sociale. Queste importanti modifiche sono contenute nell’art. 2 e 28 del Decreto legislativo 9 aprile 2008, n. 81.
In questi anni gli Psicologi sono entrati, di diritto, nell’alveo della dirigenza del Servizio Sanitario Nazionale con il conseguente diritto ad esercitare la libera professione intra ed extramoenia.  Le modifiche successive introdotte al già citato D.lgs. n 502/92, su proposta del Ministro Bindi, riformarono profondamente lo status della dirigenza sanitaria.
Tutti questi risultati senza mai mettere in secondo piano l’attività sindacale, realizzando la costruzione del sindacato AUPI in ogni Azienda Sanitaria e in ogni Regione individuando e formando i propri Dirigenti sindacali.
Il Congresso nazionale AUPI, celebrato nel 2022, elegge la nuova Segretaria Nazionale.  Alla carica di Segretario Generale, viene eletto Ivan Iacob.
Il Sindacato AUPI è sempre stata la casa di tutti. E’ stata la prima casa ed è il luogo in cui le istanze dei colleghi hanno sempre potuto trovare una sintesi con un ascolto attento.
L’AUPI è una rappresentanza istituzionale della professione di psicologo, è un sindacato di CATEGORIA, ciò significa che ha una attenzione esclusiva ai diritti della professione e dei professionisti che la esercitano.
In specifici ambiti la tutela della professione può coincidere anche con azioni congiunte con gli Ordini Regionali e l’Ordine Nazionale.
Le battaglie iniziate 46 anni fa dall’AUPI e dai suoi Quadri non sono terminate.

## Rapporti con l’Europa
Su iniziativa dell’AUPI, gli Psicologi italiani, tramite l’AUPI e successivamente con l’INPA, hanno avviato contatti con le altre Associazioni di Psicologi presenti in Europa entrando a far parte della Federazione Europea delle Associazioni di Psicologi, European Federation of Professional Psychologists’ Associations (EFPA).
Per conto dell’EFPA, l’AUPI ha organizzato due Congressi europei, Roma, 1999 e Milano 2015.
L’AUPI, insieme ad altre sigle sindacali, ha dato vita alla FASSID e ha contribuito alla fondazione della Confederazione CODIRP.

## Segretari Generali
- 1982 Pier Angelo Sardi
- 2000 Mario Sellini
- 2022 Ivan Iacob

## Organizzazione

### Organi nazionali
- Segretario Generale: Dr. Ivan Iacob
- Vice Segretaria Generale: Dr.ssa Alessandra Medda
- Segretari Nazionali Dr. Franco Merlini, Dr. Arturo Rippa, Dr. Fabio Sordini
- Direttivo Nazionale
- Conferenza delle Regioni
- Organi regionali
- Segretari Regionali
- Direttivo regionale
- Organi aziendali
- Segretario Aziendale
- Segreteria Aziendale

## Settori
L'AUPI nella sua attività ha il compito di tutelare e assistere Psicologhe e Psicologi e altro personale sanitario , sia Dipendenti che Liberi professionisti, Specialisti ambulatoriali, e giovani laureati in tutta Italia dal 1977

### Dirigenza Sanitaria
- CONTRATTO 2019-2021 - Il testo del Ccnl
- CONTRATTO 2016-2018 - Il testo del Ccnl con note esplicative.

### Specialistica ambulatoriale
- ACN

## Rapporti internazionali
L’AUPI insieme al Consiglio Nazionale dell'Ordine Psicologi, all’AIP e a Form-AUPI fa parte dell'European Federation of Psychologists’ Associations EFPA